# Leše, Tržič
Leše so naselje v Občini Tržič.